# لوکا گاری
لوکا گاری (ایتالیایی: Luca Garri؛ زادهٔ ۳ ژانویهٔ ۱۹۸۲) بازیکن بسکتبال اهل ایتالیا است.
وی در مسابقات کشوری و بین‌المللی در مجموع برندهٔ ۱ مدال نقره شده‌است.